# Samuel Houston
Samuel Houston (anglès: Sam Houston)  (comtat de Rockbridge, 2 de març de 1793 - Huntsville, 26 de juliol de 1863) va ser un estadista, polític i militar estatunidenc. Originari de l'estat de Virgínia, Houston és una figura clau en la història de Texas, que va ostentar diversos càrrecs en aquest territori, incloent-hi els de president de la República de Texas i els de Senador i Governador de l'estat després que aquest s'unís als Estats Units.

## Joventut
Sam Houston va néixer a la plantació de la seva família, a prop de l'església Timber Ridge, als afores de Lexington (Virgínia). Era fill de Samuel Houston i Elizabeth Paxton, que en total tenien nou fills. Per part de pare, procedia d'una família amb arrels escoceses i irlandeses que s'havia establert feia dues generacions als EUA. Durant la Guerra de la Independència dels Estats Units el seu pare va adquirir el grau de capità en estar al càrrec d'una brigada. Després de la seva mort el 1807, la seva vídua de cinquanta-dos anys i els seus fills van migrar a Maryville (Tennessee) cercant la proximitat de la família materna i més endavant es van mudar a Baker Creek (Tennessee).
En el moment del trasllat Sam ja tenia 14 anys i només havia rebut una educació bàsica. Als 18 anys va fugir de casa, perquè la seva mare el feia anar a treballar d'ajudant en una botiga sota les ordres dels seus germans grans. Es va instal·lar en una comunitat de cherokees on va aprendre a parlar el seu idioma amb fluïdesa. En aquesta comunitat el seu cap conegut amb el nom anglès de John Jollyhuyó el va adoptar i li va donar el nom de colleneh, que vol dir “corb”. Tot i que en la seva infantesa no s'havia destacat com alumne, perquè preferia seguir els seus propis horaris, sí que havia tingut sempre un gran interès per la biblioteca del seu pare. El 1812, Sam va tornar a Maryville i va construir la primera escola local, on va compartir els coneixements que havia adquirit de la biblioteca familiar. Feia pagar 8 dòlars per alumne, acceptant un terç en cotó o en cereals.

## Inicis com a militar
El 1812 Sam es va allistar al 39 regiment d'infanteria per a lluitar en la Guerra anglo-americana de 1812-1815. Cap al desembre havia aconseguit el grau de tinent. Durant la seva estada a l'exèrcit Sam va conèixer Andrew Jackson (qui més endavant esdevindria el setè president dels EUA) de qui es va fer amic. Pel seu domini de la llengua cherokee, va ser triat com a intèrpret i en una ocasió va ser increpat pel seu superior John C. Calhoun per familiaritzar-se massa amb ells.

Al març del 1814, mentre participava en la batalla de Horseshoe Bend va ser ferit per una fletxa llançada per un grup de cherokees que s'oposaven a l'expansió d'europeus al seu territori. El van portar per a recuperar-se a un hospital de Nova Orleans. El 1818 es va retirar de l'exèrcit.

## Inici de la carrera política
Sam va estar sis mesos treballant d'aprenent per al jutge James Trimble, la família del qual havia estat amiga dels Houston des de feia tres generacions, i es va presentar als exàmens per advocat a la ciutat de Nashville. Després va obrir un despatx legal a Lebanon (Tennessee). Poc després va ser nomenat Fiscal General del districte de Nashville i també van posar sota la seva direcció un grup de milicians. El 1822 va ser escollit juntament amb Andrew Jackson del Partit demòcrata, per a formar part de la Cambra de Representants dels Estats Units. Jackson tenia major pes polític que Sam i diferien en l'enfocament dels assumptes amb els indis, però amb tot, la seva amistat va fer que Jackson es convertís en el seu protector polític. Va ser membre del Congrés entre 1823 i 1827. Va ser tornat a escollir el 1824. El 1827 va rebutjar l'oferiment per a tornar-se a presentar com a membre del Congrés preferint competir per a l'elecció de governador a l'estat de Tennessee, acabant per superar en vots a l'anterior governador, Willie Blount. Tenia intenció de presentar-se altre cop a les eleccions del 1828, però s'ho va repensar per les amenaces de la seva dona. S'havia casat feia poc amb Eliza Allen, de divuit anys (ell tenia trenta-cinc), un matrimoni forçat pel pare d'ella, el coronel John Allen. Poc després la seva dona el va abandonar i el va amenaçar de fer-ho públic si no li permetia la separació. Sam Houston no es va divorciar legalment fins al 1837, després de ser president de Texas.

Amb el fracàs matrimonial, Sam es trobava emocionalment enfonsat, se'n va anar a viure amb els cherokees i va buscar consol en l'alcohol. Només gràcies a les atencions i l'afecte de Diana Rogers, una dona mig índia, va poder refer-se i tornar a la seva vida política.

## La baralla amb Stanbery
El 1830 i el 1833 va anar a la capital on va presentar queixa dels abusos de què era víctima la comunitat cherokee per part de representants del govern. Mentre s'estava a Washington, l'abril del 1832, William Stanbery, congressista d'Ohio volia deixar malament a Jackson i per a fer-ho va atacar el seu protegit Sam Houston en un discurs. El va acusar d'estar associat a John Van Fossen i Robert S. Rose, els quals havien subministrat aliments destinats a l'exèrcit durant la guerra (1812-1815) a diverses tribus d'indis,quan aquests havien estat obligats a traslladar-se a l'oest del riu Mississipi a causa d'una llei (la Indian Removal Act del 1830). Houston, en assabentar-se del que havia passat al Congrés, va escriure una carta a Stanbery, però aquest no li va enviar resposta. Llavors Houston es va voler venjar i quan passava per l'avinguda Pennsylvania el va copejar amb el seu bastó. Stanbery es va treure la pistola que portava i va disparar però no va encertar en tocar-lo.
El 17 d'abril Houston va ser arrestat i en un judici va ser declarat culpable. Gràcies als amics d'alt rang (entre ells James K. Polk) la condemna va consistir en una amonestació. Stanbery va presentar recusació a un tribunal superior, on el jutge William Cranch va trobar Houston culpable i el va fer pagar 500 $ en danys i perjudicis. Houston va sortir dels Estats Units a Mèxic sense pagar la multa.

## La independència de Texas
Per tal d'integrar-se millor en la societat mexicana, es va fer batejar dins la fe catòlica (La llei mexicana només permetia que els catòlics fossin propietaris de terres).
El 1833 va assistir a una reunió de colons de Texas, que en aquell temps pertanyia a Mèxic, en la qual es va decidir presentar al govern una queixa pels problemes no resolts que arrossegaven els habitants de la zona. En aquesta reunió Houston estava en representació de la ciutat de Nacogdoches. Va ser un dels qui donaven suport a William H. Wharton qui optava per la independència de Mèxic com a millor solució als problemes de Texas. El 1835 aquesta proposta va sortir guanyadora i a Houston se li va confiar el comandament de l'exèrcit amb el grau de general major. El 2 de març del 1836, dia del seu 43 aniversari, va signar la declaració d'independència.

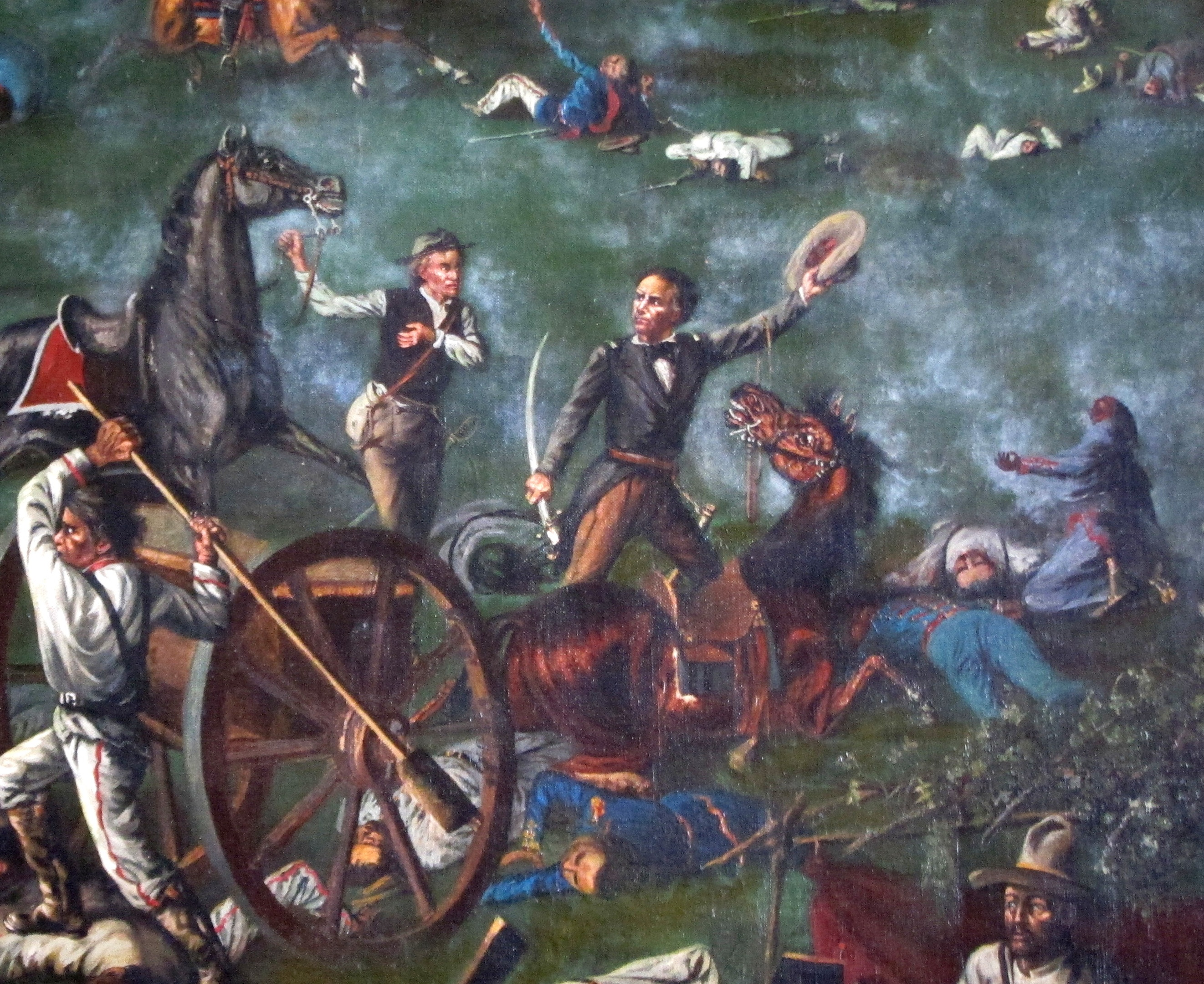
Sam Houston a la batalla de San Jacinto

El dia 6 hi va haver un setge a la missió El Álamo en què els mexicans van causar moltes baixes entre els texans. Houston es trobava en aquell moment al municipi de Gonzales i en sentir la notícia va organitzar un contraatac., Al cap d'uns dies, va veure que no podia superar les forces del general Santa Anna i va decidir retirar-se. El 21 d'abril el general mexicà va cometre l'error de dividir el seu exèrcit en tres grups, fet que va aprofitar Houston per atacar i vèncer en el que es coneix com la batalla de San Jacinto.,
Houston va ser elegit president de la República de Texas en dues ocasions. La primera el 1836 amb un 79% dels vots d'unes eleccions en què també es presentaven Stephen Fuller Austin i Henry Smith. El desembre del 1838 va tornar a guanyar les eleccions i va ser president fins a 1844. Tot i que al començament del seu govern va rebutjar que Texas passés a formar part dels EUA, els insistents atacs dels mexicans van fer que es replantegés la seva posició.

## La ciutat de Houston
L'assentament de colons d'origen europeu fundat per John Kirby Allen va ser instituït com a capital de la nova república. Allà hi havia una seu de la Lògia maçònica de la qual Houston es va fer membre.
La ciutat de Houston va deixar de ser la capital el gener del 1839 quan el president Mirabeau B. Lamar la va traslladar a Austin.

## Senador i governador
Després que el 1845 Texas fos annexionat als EUA, Sam Houston es va presentar com a senador i ho va ser entre 1846 i 1859. Durant aquest temps els Estats Units van estar en guerra amb Mèxic. Va ser un dels qui es van oposar a la llei Kansas-Nebraska què suposava colonitzar territoris dels indis fent-los fora de les seves terres.
El 1859 va ser escollit governador de Texas. Encara que Houston havia estat propietari d'esclaus i s'havia manifestat contrari a l'abolició de l'esclavitud, va estar en contra de la secessió que proposaven alguns polítics. Una convenció va declarar l'1 de febrer del 1861 que Texas s'adheria als Estats Confederats d'Amèrica. Sam Houston es va negar a acceptar la legalitat d'aquesta decisió. Per tant, va ser substituït pel sotsgovernador Edward Clark.

## La família de Sam Houston

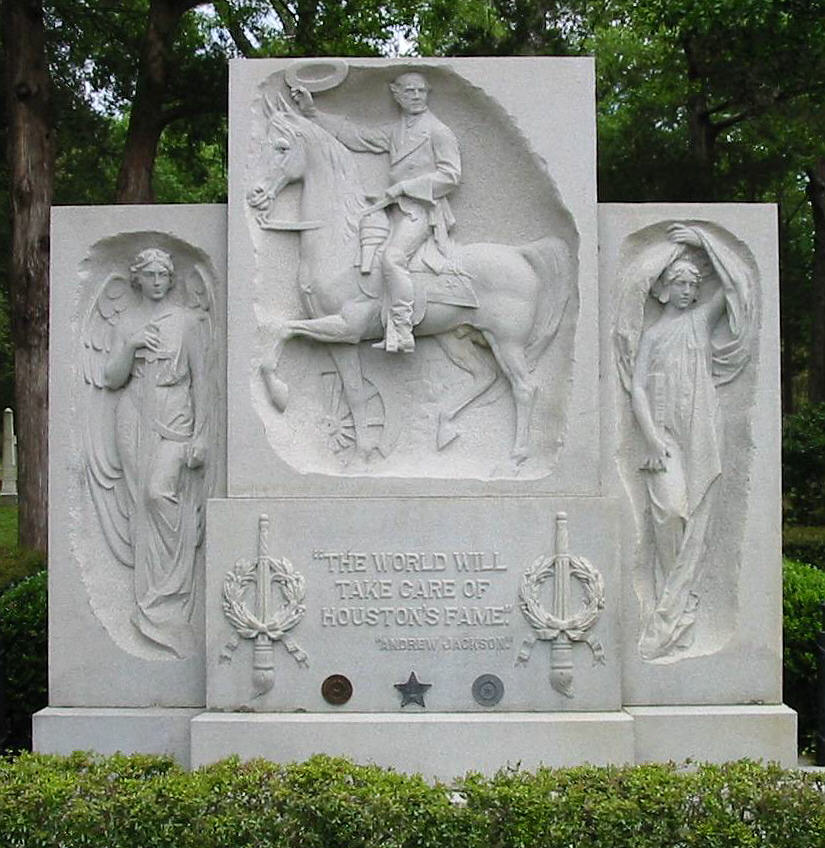
Tomba de Sam Houston

El 9 de maig del 1840, amb 47 anys, es va casar amb Margaret Moffette Lea amb qui va tenir 8 fills i va aconseguir formar una família. Ella tenia 21 anys al moment del casament, era procedent de Marion (Alabama), la filla d'un terratinent.
Encara que eren propietaris de diverses cases, van establir-se a Cedar Point, al municipi de Trinity Bay, com a residència habitual(1840–1863).
Margaret va intentar durant anys convertir el seu marit a la seva fe, l'Església Baptista. cosa que finalment aconseguí. El novembre del 1854 va ser batejat pel reverend Rufus C. Burleson amb el mètode d'immersió a Little Rocky Creek, a dues milles al sud-est del municipi d'Independence.
El 1862, Houston va abandonar la seva carrera política i es va instal·lar a Huntsville (Texas), on els seus turons li recordaven la casa de la infantesa a Tennessee. Houston va seguir actiu en la Lògia Maçònica i va passar a la seu nº19 prop d'aquesta residència. Cap al 1863 la seva salut es va deteriorar a causa d'una tos persistent. A mitjan juliol, Houston va desenvolupar pneumònia. Va morir el 26 de juliol 1863 a Steamboat House, amb la seva dona Margaret al seu costat.